# Linouse Desravine
Linouse Desravine (née le 10 février 1991 à Cap-Haïtien) est une judokate haïtienne pratiquant dans la catégorie des 52 kg. 
Elle est médaillée d'argent aux Championnats panaméricains de judo 2011.
Elle a participé aux jeux olympiques d'été de 2012, où elle a été défaite au cours du premier round.
Elle est médaillée de bronze aux Jeux de la Francophonie 2013.